# Konrad Bansa
Konrad Bansa (* 24. Juli 1975 in Neuwied) ist ein ehemaliger deutscher Handballtorwart und heutiger -Trainer. Er ist ehemaliger Beachhandballnationalspieler und war Nationaltrainer der deutschen Beachhandballnationalmannschaft.

## Karriere
Bansa stammt aus dem Rhein-Main-Gebiet und begann 1986 als E-Jugendlicher bei der TSG Münster mit dem Handballspielen. Seit der Saison 1994/95 stand er im Kader der ersten Mannschaft des Vereins, die in der Nord-Staffel der Regionalliga Südwest spielte. 2005 stieg die TSG Münster zum ersten Mal in der Vereinsgeschichte in die 2. Bundesliga Süd auf, 2008 beendete Bansa seine aktive Spielerkarriere.
Im Beachhandball gewann Bansa mit dem Münster das DHB-Beachhandball-Masters 1997 und wurde 1999 und 2000 deutscher Meister. Ab 2002 lief er mehrfach für die deutsche Beachhandballnationalmannschaft auf, 2004 wurde er mit der Mannschaft im türkischen Alanya Vize-Europameister. Im Jahr 2006 nahm er an der Weltmeisterschaft im brasilianischen Rio de Janeiro teil, wo man den achten Platz erreichte. Weiterhin belegte er bei der Beachhandball-Europameisterschaft 2006 den vierten Platz mit der deutschen Auswahl.
Bereits als Aktiver trainierte Bansa Jugendmannschaften der TSG Münster, 2010 wurde er mit der B-Jugend des Vereins südwestdeutscher Meister. Im Juli 2010 wurde er, inzwischen Inhaber der A-Lizenz, Trainer des Zweitligisten HSG FrankfurtRheinMain; der Verein war durch den Zusammenschluss der SG Wallau und der TSG Münster entstanden und nach dem Abstieg 2011 aufgelöst. Bansa blieb bis März 2012 Trainer der nun in der 3. Liga spielenden ersten Mannschaft der TSG Münster. Im Juli 2012 wurde er hauptamtlicher Jugendkoordinator bei LiT Handball NSM und dem TuS N-Lübbecke. Im Januar 2014 wurde Bansa von seiner Arbeit als LiT-Trainer freigestellt. Seine Tätigkeit als Jugendkoordinator der beiden Vereine sollte er jedoch bis Vertragsende im Juni 2014 weiter erfüllen.
Nachdem er 2014 bei der HSG Rhein-Nahe Bingen nochmal als Torwart aushalf, übernahm er ab Januar 2015 dort das Traineramt.
Im Frühjahr 2015 berief ihn das Präsidium des Deutschen Handballbundes zusammen mit Kai Bierbaum zu Auswahltrainern für Beachhandball im männlichen Bereich. Unter seiner Führung (Kollege Bierbaum war familiär verhindert) erreichte die Beachhandballnationalmannschaft bei der EM in Lloret de Mare die Hauptrunde und im Endklassement den 8. Platz. Nach 7-jähriger Abwesenheit auf internationalen Turnieren einer deutschen Mannschaft war das ein Erfolg.
2016 übernahm Bansa den Aufbau der allerersten männliche Beachhandball-Jugendnationalmannschaft. Nachdem Beachhandball als Disziplin für die olympischen Jugendspiele nominiert wurde, sollte an der U16-Europameisterschaft 2016 in Nazare (Por) die erste Qualifikation Schritt erreicht werden. Da es in Deutschland zu diesem Zeitpunkt keinen Jugendspielbetrieb gab, wurden Hallenspieler neu ausgebildet. Nach der kurzen Ausbildungszeit erreicht die Mannschaft den 6. Platz. Allerdings hatte das Viertelfinalaus gegen den späteren Europameister schon die Qualifikationschance für die Weltmeisterschaft und damit Jugend-Olympia beendet.
Bei der U17-Europameisterschaft gewann die weiterentwickelte Mannschaft unter Bansas Führung die Bronze-Medaille. Bei den Europameisterschaften 2019 im polnischen Stare Jabłonki verpasste das deutsche Team knapp den Einzug in die Halbfinals und belegte am Ende den sechsten Platz.
Bansa gab im Dezember 2021 das Traineramt der deutschen Beachhandballnationalmannschaft an Marten Franke ab. Bansa kehrte wieder in den Nachwuchsbereich zurück, um dort eine neue U-16-Nationalmannschaft aufzubauen.